# إلياس سبعاوي
إلياس سبعاوي (4 أكتوبر 2001) هو لاعب كرة قدم مغربي، يلعب في خط وسط مهاجم لنادي هيرينفين على سبيل الإعارة من فينورد. ولد في بلجيكا، وهو لاعب دولي في صفوف منتخب المغرب للشباب.

## المسيرة الكروية
بدأ لعب كرة القدم مع أكاديمية نادي بيرشوت في سن الثامنة، قبل أن يقضي فترة مع نادي واسلاند بيفيرين في عام 2013. في عام 2015، انتقل إلى أكاديمية بيرشوت المشكلة حديثًا وشق طريقه في فئات الشباب في كثير من الأحيان بصفته قائدًا لهذه الفرق. في 27 أكتوبر 2021، ظهر لأول مرة مع بيرشوت في كأس بلجيكا ضد فرانكس بورينز. وفي 6 فبراير 2022، وقع أول عقد احترافي له مع بيرشوت حتى عام 2025.
في 30 يونيو 2023، انضم إلى نادي فينورد الهولندي بعقد حتى عام 2025 مع خيار لمدة عام آخر، وانتقل فوراً على سبيل الإعارة إلى نادي دوردريخت.
في 23 يوليو 2024، انضم إلى نادي هيرينفين في الدوري الهولندي على سبيل الإعارة لمدة موسم واحد.

## المسيرة الدولية
ولد في بلجيكا، وهو من أصول مغربية. استدعي إلى معسكر تدريبي لمنتخب المغرب تحت 23 عامًا في مارس 2022. وبعد ذلك إلى منتخب بلجيكا تحت 21 عامًا للمشاركة في مباريات تصفيات بطولة أوروبا تحت 21 عامًا 2023 في يونيو 2022. واختير لتمثيل منتخب المغرب تحت 23 عامًا في 27 مايو 2022، لخوض مجموعة من المباريات الودية مع الفريق.

## إحصائيات المهنة
آخر تحديث 26 فبراير 2024.
| النادي                | الموسم          | الدوري                        | الدوري | الدوري  | الكأس الوطنية | الكأس الوطنية | أخرى   | أخرى    | المجموع | المجموع |
| النادي                | الموسم          | القسم                         | الظهور | الأهداف | الظهور        | الأهداف       | الظهور | الأهداف | الظهور  | الأهداف |
| --------------------- | --------------- | ----------------------------- | ------ | ------- | ------------- | ------------- | ------ | ------- | ------- | ------- |
| بيرتشوت ويلريجك       | 2021-22         | الدوري البلجيكي للمحترفين     | 10     | 3       | 2             | 0             | 0      | 0       | 12      | 3       |
| بيرتشوت ويلريجك       | 2022-23         | الدوري البلجيكي للمحترفين     | 28     | 1       | 1             | 0             | 0      | 0       | 29      | 1       |
| بيرتشوت ويلريجك       | المجموع         | المجموع                       | 38     | 4       | 3             | 0             | 0      | 0       | 41      | 4       |
| فاينورد               | 2023-24         | الدوري الهولندي الممتاز       | 0      | 0       | 0             | 0             | 0      | 0       | 0       | 0       |
| نادي دوردريخت (إعارة) | 2023-24         | الدوري الهولندي الدرجة الأولى | 28     | 7       | 2             | 0             | 0      | 0       | 30      | 7       |
| المجموع الوظيفي       | المجموع الوظيفي | المجموع الوظيفي               | 66     | 11      | 5             | 0             | 0      | 0       | 71      | 11      |

## روابط خارجية
- إلياس سبعاوي على موقع قاعدة بيانات كرة القدم.إي يو (الإنجليزية)
- إلياس سبعاوي على موقع Soccerway.com (الإنجليزية)